# Patrick Strauch
Patrick Strauch (* 6. April 1980 in Köln) ist ein ehemaliger deutscher Eishockeyspieler und heutiger -trainer, der in Deutschland vor allem in der zweiten Spielklasse, unter anderem für die Dresdner Eislöwen und EC Bad Nauheim, aktiv war.

## Karriere

### Aufbaujahre
Bis zum Wechsel 2000 zum TSV Erding spielte Patrick Strauch für den Kölner EC in der Regionalliga. Mit den Oberbayern sammelte er zum ersten Mal Erfahrung in der 2. Bundesliga. Trotz der guten Leistung von 7 Toren und 13 Torvorbereitungen spielte Strauch für den SC Mittelrhein-Neuwied von 2001 bis 2003 nur in der Oberliga, wo er mit zusammen 16 Toren und 32 Torvorlagen seine Leistung bestätigte. In dieser Zeit entwickelte er seinen heutigen Spielstil: sehr schnelles Spiel, mannschaftsorientiert (viele Torvorlagen) und aggressives Spiel (viele Strafen). Von 2003 bis 2005 verpflichtete sich Strauch bei den ESC Moskitos Essen. In der ersten Saison schaffte er mit dem Verein den Aufstieg in die 2. Eishockey-Bundesliga. In dieser Saison zog er sich eine schwere Kieferverletzung zu. Im Jahr darauf schaffte es der Klub in den Play-downs haarscharf die Klasse zu erhalten. Patrick Strauchs Bilanz: 20 Tore, 20 Torvorlagen doch leider auch viele Strafminuten.
Für die Saison 2005/2006 verpflichtete sich Strauch bei den Revierlöwen Oberhausen. Das bedeutete wieder in der Oberliga zu spielen. Nach weniger als einem Jahr folgte, nach einer für Strauch persönlich guten Saison (7 Tore, 28 Torvorlagen), der Wechsel zum EV Landsberg, wo er in der verbleibenden Saison noch zwei Spiele absolvierte (ohne Tore und Vorlagen aber auch keinen Strafminuten).

### 2. Eishockey-Bundesliga
Nach der gewonnenen Meisterschaft konnte sich Strauch in der Saison 2006/2007 auch in der 2. Bundesliga beweisen. Mit 11 Toren und 15 Torvorlagen war er einer der Vereinsbesten. Nachdem Strauch in der Saison 2007/2008 bei den Heilbronner Falken und 2008/2009 bei den Lausitzer Füchsen spielte (in beiden Saisons jeweils 10 Tore bei sehr guten 28 Vorlagen), folgte 2009 der Wechsel zu den Dresdner Eislöwen. In den folgenden zwei Spielzeiten kam Patrick Strauch 99 Mal zum Einsatz, wobei er vier Tore schoss und 22 Tore als Assistent einleitete.
Zur Saison 2012/2013 wechselte er zum EC Bad Nauheim und spielte ab 2013 für diesen in der zweithöchsten deutschen Spielklasse, der DEL2. Im Mai 2016 beendete er seine Profikarriere und wurde Nachwuchstrainer bei den Kölner Haien. Im Februar 2021 wurde er vorübergehend Co-Trainer beim EC Bad Nauheim.

## Spielcharakter
Patrick Strauch spielt als Stürmer vornehmlich von rechts. Er wechselt sehr schnell die Positionen und schaltet schnell in die Verteidigung oder den Angriff um. In Zweikampfsituationen zeigt er keine Scheu, wodurch er viele mögliche Gegentore verhindert aber auch oft Strafen kassieren musste (in 11 Saisons 760 Strafminuten, wobei in der Saison 2010/2011 nur 26 auf sein Konto wanderten). In seiner Zeit bei den Lausitzer Füchsen war er der am meisten bestrafte Spieler der gesamten Liga.
Besonders ist auch Strauchs Einsatz auf der Bank: Wie ein Kapitän motiviert er seine Mitspieler und spricht mit ihnen Situationen und Taktiken, durch. Der damalige Sportmanager der Dresdner  Eislöwen Steffen Ziesche sagte über Patrick Strauch bei seiner Ankunft bei den Eislöwen: „Patrick Strauch ist ein kämpferischer, schneller und beweglicher Spieler. Er ist zudem ein sehr mannschaftsdienlicher Typ und wird das Team positiv beeinflussen.“